# Rokci (gmina Ivanjica)
Rokci (cyr. Рокци) – wieś w Serbii, w okręgu morawickim, w gminie Ivanjica. W 2011 roku liczyła 403 mieszkańców.